# Mortąg
Mortąg (niem. Mortung, d. Mortęgi) – wieś w Polsce położona w województwie pomorskim, w powiecie sztumskim, w gminie Stary Dzierzgoń na północnym krańcu Parku Krajobrazowego Pojezierza Iławskiego. Wieś jest siedzibą sołectwa Mortąg, w którego skład wchodzi również miejscowość Bądze.
W latach 1975–1998 miejscowość administracyjnie należała do województwa elbląskiego.
Wieś wzmiankowana w dokumentach z roku 1312, jako folwark krzyżacki na 10 włókach (dawniej wieś pruska). Pierwotna nazwa brzmiała Mortec. W roku 1782 we wsi odnotowano 31 domów (dymów), natomiast w 1858 w 33 gospodarstwach domowych było 274 mieszkańców. W latach 1937–39 było 292 mieszkańców. W roku 1973 wieś należała do powiatu morąskiego, gmina i poczta Stary Dzierzgoń.
Niedaleko wsi znajdowało się jezioro Mortąskie Łąki.